# Don Ellis
Don Ellis, właśc. Donald Johnson Ellis (ur. 25 lipca 1934 w Los Angeles, zm. 17 grudnia 1978 w Hollywood) – amerykański trębacz jazzowy, perkusista, kompozytor, aranżer i bandlider. Najbardziej znany ze swoich wielu eksperymentów muzycznych, szczególnie w dziedzinie metrum. W późniejszych latach pisał muzykę filmową, m.in. w 1971 r. do filmu Francuski łącznik i w 1973 r. The Seven-Ups. Eksperymentował ze skalą ćwierćtonową.

## Dyskografia
- New Sounds for the '60s [niewydana] (Enrica, 1960)
- How Time Passes (Candid, 1960)
- Out of Nowhere (Candid, 1961 [1988])
- New Ideas (New Jazz, 1961)
- Essence (Pacific Jazz, 1962)
- Jazz Jamboree 1962 (Muza, 1962)
- Don Ellis Orchestra 'Live' at Monterey! (Pacific Jazz, 1966)
- Live in 3⅔/4 Time (Pacific Jazz, 1966)
- Electric Bath (Columbia, 1967)
- Shock Treatment (Columbia, 1968)
- Autumn (Columbia, 1969)
- The New Don Ellis Band Goes Underground (Columbia, 1969)
- Don Ellis at Fillmore (Columbia, 1970) Recorded "Live" at The Fillmore West; San Francisco, CA
- Tears of Joy (Columbia, 1971) Recorded "Live" at Basin Street West; San Francisco, CA
- Connection (Columbia, 1972)
- Soaring (MPS Records, 1973)
- Haiku (MPS Records, 1973)
- Music from Other Galaxies and Planets (Atlantic, 1977)
- Live at Montreux (Atlantic, 1977)
- Pieces of 8 (Wounded Bird, nagrane 1967, wyd. 2005)
- Live in India (Sleepynightrecords, 2010) The Lost Tapes of a Musical Legend, Vol. 1
- ELECTRIC HEART Special Edition DVD (Sights & Sounds Films / Sleepynightrecords, 2009)

z George’em Russellem
- The Stratus Seekers